# Balogh Jenő (festő)
Balogh Jenő (Besztercebánya, 1915. április 11. – Budapest, 2000. január 19.) festő, grafikus, főiskolai tanár.

## Életútja
1939-ben diplomázott a Magyar Képzőművészeti Főiskolán, mestere Benkhard Ágost volt. 1938-39-ben ösztöndíjas tanársegédként dolgozott, a rajztanítás módszertana című tárgynál működött közre. 1953-tól a Magyar Képzőművészeti Főiskola tanára, majd a módszertani tanszék tanszékvezetője volt 1985-ig. 1963-tól a Művész Szakszervezetek Központi vezetőségének elnökségi tagja, 1968-tól a Pedagógiai Társaság Vizuális Nevelési Szakcsoportjának elnöke. Művei akvarelleket és grafikák.
A vizuális neveléssel kapcsolatos írásai jelentek meg, több előadást tartott a témában, futottak tv- és rádiósorozatai. 1966-67-ben Paál Ákossal közösen jelentette meg a Rajz- és Műalkotások elemzése című tanulmányát, 1970-ben A vizuális nevelés pedagógiáját, majd 1973-ban egy kétrészes Diafilmsorozatot a vizuális-esztétikai nevelés céljából. 1972 és 1975 között készítette A látás hatalma című 22 részes tv-filmsorozatot, majd 1977 és 1980 között az Idők tanúi: a művészetek címmel 36 részes rádióműsort. 1979-ben jelent meg Rajz I-II. címmel gimnáziumi tankönyve, 1990-ben A vizuális ítélet (lélektani, pedagógiai, módszertani megközelítésben) című könyve. 1992-ben a Képes Diákszótárhoz készített illusztrációkat. Több szakcikket, tanulmányt, esszét írt a vizuális kultúra területeiről.

## Díjak, elismerések
- 1937: a Magyar Éremművész Egyesület díja;
- 1938: Székely Bertalan-díj;
- 1939: Balló Ede utazási ösztöndíj;
- 1967: SZOT-díj;
- 1985: Szocialista Magyarországért érdemrend.

## Egyéni kiállítások
- 1968 • Eger (akvarell kiállítás), pedagógiai, ill. ismeretterjesztő illusztrációit 1985-től Budapesten, Miskolcon, Sárospatakon és Székesfehérvárott mutatta be.

## Válogatott csoportos kiállítások
- 1928 • Nemzeti Szalon, Budapest (arcképek)
- 1937 • Műcsarnok, Budapest
- 1966 • Nagymaros
- 1967 • VI. ker. rajztanárok, Budapest • Pécs [Györgyei Zsigmonddal].

## Köztéri művei
Magyar Nemzeti Galéria, Budapest.

## Könyvei
- A vizuális ítélet lélektani, pedagógiai, módszertani megközelítésben. Kérdőjel. Akadémiai Kiadó, Budapest, 1990.